# 파파스 포르 콘베니엔시아
《파파스 포르 콘베니엔시아》(스페인어: Papás por conveniencia)는 2024년 방영된 멕시코의 텔레노벨라이다.